# Ulbo Garvema
Ulbo Garvema is een Nederlandse stomme film uit 1917 onder regie van Maurits Binger. Het is gebaseerd op het gelijknamige boek van Ernest Scheidius. Er bestaat tegenwoordig nog één fragment van de film. Deze kopie, van ongeveer 20 minuten, wordt bewaard in het Nederlands Filmmuseum.

## Verhaal
Alfred is de zoon van baron Van Walden en staat bekend onder de bijnaam "Ulbo Garvema". Hij is een armoedige onderwijzer die verliefd wordt op de dochter van een rijke baron. Ze hebben geen toestemming om met elkaar om te gaan, maar lopen stiekem weg en trouwen. Jaren later heeft de vrouw inmiddels een dochter, Anna. Anna wordt verliefd op een jonge graaf, maar zijn moeder geeft de graaf niet haar zegen met haar te trouwen, wegens de lage afkomst van Anna's vader.
Huisknecht Henk heeft last van geheugenverlies. Dit heeft hij opgelopen na een knokpartij met oplichter Jan van Oort, die zich al jaren voordoet als baron Van Walden. In een moment van helderheid, onthult Henk zijn ware identiteit van hem en zijn zoon. Ulbo wordt gerehabiliteerd als baron Van Walden. Anna krijgt hierna toestemming te trouwen met de graaf.

## Rolbezetting
| Acteur             | Personage                              |
| ------------------ | -------------------------------------- |
| Frederick Vogeding | Baron van Walden/Alfred 'Ulbo Garvema' |
| Annie Bos          | Jan van Oort´s dochter/Jonge Anna      |
| Cor Smits          | Jan van Oort                           |
| Jan van Dommelen   | Hendrik                                |
| Antoinette Sohns   | Gravin                                 |
| Paula de Waart     | Jan van Oort´s vrouw                   |
| Lily Bouwmeester   | Anna als kind                          |
| Pierre Perin       | Anna's verloofde                       |
| Lola Cornero       | Meid                                   |

## Ontvangst
Recensent van De Telegraaf schreef: "Deze film van de Hollandia-fabriek te Haarlem, reeds enige jaren geleden opgenomen, is zeer goed. Annie Bos is in dit soort werk op haar allerbest. [..] Fred Vogeding zag ik zelden  zo goed als in dit stuk. Hij had zich een prachtige kop gemaakt, telkens wat ouder en nobeler bij het toenemen van jaren en smarten. [..] Echter had de bewerker van het boek ons wel wat uitvoeriger kunnen tonen, hoe de innerlijke ommekeer van de knecht [..] zich eigenlijk voltrekt. [..] De directie van Cinema Palace heeft, naar 't mij toeschijnt, met deze uitstekend vertolkte film, een der beste van Hollandia, een goede greep gedaan."